# Campyloneurus rufus
Campyloneurus rufus är en stekelart som beskrevs av Szepligeti 1911. Campyloneurus rufus ingår i släktet Campyloneurus och familjen bracksteklar. Inga underarter finns listade.